# سامسونج جالكسي إس 6
سامسونج جالكسي إس 6 (بالإنجليزية: Samsung Galaxy S6)‏ هو هاتف ذكي من إلكترونيات سامسونج ضمن سلسلة Galaxy S يعمل بنظام أندرويد تم الإعلان عنه في 1 مارس 2015 في المؤتمر العالمي للجوال MWC .

## الخصائص
- حساس لقياس نبض القلب عند حمل الجهاز في اليد .
- قارئ بصمة الإصبع لغلق الجهاز وفتح الجهاز .
- الشحن اللاسلكي ..